# Demerje
Demerje is een plaats in de gemeente Zagreb in de Kroatische provincie Stad Zagreb. De plaats telt 634 inwoners (2001).